# تجمع بدو يراو (المحفد)

تعديل مصدري - تعديل

تجمع بدو يراو هو "تجمع بدوي" في  عزلة المحفد بمديرية المحفد التابعة لمحافظة أبين، بلغ تعداد سكانها 21 نسمة حسب تعداد اليمن لعام 2004.